# Zebra Ridge
Zebra Ridge är en bergstopp i Antarktis. Den ligger i Västantarktis. Argentina, Chile och Storbritannien gör anspråk på området. Toppen på Zebra Ridge är 760 meter över havet.
Terrängen runt Zebra Ridge är varierad. Havet är nära Zebra Ridge åt nordost. Trakten är obefolkad. Det finns inga samhällen i närheten.